# Watts Up With That?
Watts Up With That? (lub WUWT) – blog promujący treści zaprzeczające zmianom klimatu utworzony przez Anthony’ego Wattsa w 2006 roku.
Wpisy na blogu dotyczą głównie kwestii związanych z klimatem ze szczególnym naciskiem na antropogeniczne globalne ocieplenie. Treści przedstawiają opinie będące w opozycji do naukowego konsensusu w kwestii zmian klimatu. Na blogu publikowane były gościnne wpisy takich osób jak Christopher Monckton i Fred Singer. W listopadzie 2009 roku blog był jednym z pierwszych miejsc w sieci, gdzie opublikowano e-maile oraz dokumenty związane z Climatic Research Unit oraz głównym miejscem w sieci, gdzie były publikowane relacje na ten temat. W pierwszych miesiącach 2010 roku sugerowano, że blog może być „najczęściej czytanym blogiem klimatycznym na świecie”, a w 2013 roku Michael E. Mann określił WUWT jako czołowy blog denialistyczny.

## Zawartość
Watts Up With That? publikuje materiały podważające naukowy konsensus w sprawie zmian klimatu, a w szczególności twierdzenia, że rola ludzi w globalnym ociepleniu jest nieznacząca, a dwutlenek węgla nie jest podstawowym czynnikiem wpływającym na ocieplenie. Na blogu, poza Wattsem, publikowało wielu innych autorów jak Christopher Monckton i Fred Singer. Jest głównym blogiem zaprzeczającym zmianie klimatu. Przez klimatologa Michaela Manna został określony jako najbardziej znany (bardziej znany niż Climate Audit). Curtis Brainard napisał, że „naukowcy często krytykowali Wattsa za wprowadzanie w błąd czytelników w tematach takich jak poprawność pomiarów temperatur w USA”.

## Dane pomiarowe temperatury
W 2007 roku czytelnicy WUWT powiadomili Stephena McIntyre’a o rozbieżnościach w pomiarach temperatur opublikowanych przez Goddard Institute for Space Studies (GISS) opartych na danych pomiarowych z kontynentalnych Stanów Zjednoczonych (udostępnionych przez United States Historical Climate Network). W sierpniu 2007 roku McIntyre zawiadomił GISS o problematycznych danych. GISS potwierdził to doniesienie i poprawił dostrzeżone błędy.
Zmiana nie wpłynęła na trendy globalne, jednak miała wpływ na zmianę najcieplejszego roku w pomiarach na terenie Stanów Zjednoczonych – rekordowy okazał się 1934 rok, a wcześniej najcieplejszy miał być 1998 rok. W ramach formalnego potwierdzenia GISS stwierdził, że drobny błąd w przetwarzaniu danych miał wpływ na lata po 2000 roku, oraz że kontynentalne Stany Zjednoczone stanowią zaledwie 1,6% powierzchni Ziemi. Efektem błędu była nieistotna statystycznie różnica w latach 1934, 1998 oraz 2005 jako najcieplejszymi dotychczas latami w USA, przy czym 1934 rok wyprzedza pozostałe o 0,01 °C, co jest znacznie poniżej błędu statystycznego.

## Zaangażowanie w kontrowersje dotyczące maili Climatic Research Unit
W 2009 roku Watts Up With That było zaangażowanie w popularyzację kontrowersji związanych z mailami Climatic Research Unit, kiedy maile kilku klimatologów zostały opublikowane przez hakera. Sprawa miała swój początek na WUWT oraz dwóch innych blogach, gdzie haker udostępnił link do rosyjskiego serwera. Pod linkiem były dostępne maile i dokumenty pochodzące z Climatic Research Unit (University of East Anglia). Materiały zostały opublikowane na blogu WUWT. Ze względu na dużą popularność WUWT publikacja ta była katalizatorem napędzającym dalszy rozwój historii w mediach. Termin Climategate po raz pierwszy pojawił się w poście komentatora właśnie na WUWT.
Watts argumentował, że e-maile świadczyły o tym, że naukowcy manipulowali danymi. W konsekwencji, mimo że szereg kolejnych, niezależnych dochodzeń oczyściło naukowców z jakichkolwiek oskarżeń,
to jednak publiczne oskarżenia będące następstwem tego wydarzenia trwały jeszcze całe lata. Jednocześnie wszystkie przeprowadzone dochodzenia nie wpłynęły na naukowy konsensus w kwestii tego, że globalne ocieplenie jest spowodowane działalnością ludzką. Mimo to całe wydarzenie mogło wpłynąć na zmniejszenie zaufania opinii publicznej do wszystkich naukowców zajmujących się klimatem oraz IPCC. Wydarzenie miało także swój wpływ na odbywającą się w tym samym roku konferencję klimatyczną w Kopenhadze. W wywiadzie dla „Financial Times” Watts powiedział, że jego blog doświadczył po całym incydencie „największego obciążenia w historii”, a ruch w serwisie zwiększył się trzykrotnie.

## Odbiór
Zgodnie z analizą statystyczną, udostępnioną przez amerykańskie przedsiębiorstwo badające ruch sieciowy Alexa, What’s Up With That? jest na pozycji 11 668. w USA oraz 27 425. na całym świecie. Według raportów serwis miał pomiędzy 0,5 mln a 2 mln wizyt miesięcznie w latach 2010–2014. Przez klimatologa Michaela E. Manna w książce The Hockey Stick and the Climate Wars serwis został opisany jako „wiodący blog zaprzeczający zmianom klimatu” przebijając popularnością Climate Audit.
Blog Wattsa był często krytykowany za niedokładność. Felietonista brytyjskiego dziennika „The Guardian” George Monbiot opisał WUWT jako „wysoce stronniczy i niewiarygodny”. Do krytyki dołączył także Leo Hickman na blogu „The Guardiana”, Environmental Blog, gdzie napisał, że Watts „podważając naukę poprzez zamieszczanie swoich politycznych komentarzy ryzykuje swoją postawę autentycznego sceptyka procesu naukowego”.
W latach 2008–2013 czytelnicy WUWT byli proszeni poprzez reklamy na blogu o wzięcie udziału w głosowaniu w kilku plebiscytach na najpopularniejsze blogi. W ten sposób WUWT zdobył nagrodę w kategorii „najlepszy blog naukowy” oraz „najlepszy blog” w konkursie Bloggies oraz konserwatywnym Wizbang. W 2013 roku Leo Hickman napisał w Environment Blog w „The Guardian”, że 13 z 17 blogów nominowanych w kategorii Nauka i Technologia „było albo prowadzone przez sceptyków zmian klimatu, albo cieszyły się wśród nich popularnością”. Założyciel Bloggies przyznał w 2013 roku, że blogerzy sceptycy zmian klimatu wpłynęli na wyniki głosowania. Stwierdził: „niestety, nie udało mi się znaleźć tutaj dobrego rozwiązania, ponieważ przestrzegają oni procedury głosowania, a prawdziwe naukowe blogi nie chcą konkurować”. Zaniechał przeprowadzania głosowania na najlepsze blogi w kategorii naukowej w 2014 roku. Jednocześnie WUWT nie zdobył nagrody Best Topical Weblog of the Year w 2014 roku jak twierdził Watts, a jedynie był w tym roku na liście the Hall of Fame.